# Ruff Ryders Entertainment
La Ruff Ryders Entertainment è un'etichetta discografica statunitense fondata da Joaquin "Waah" Dean, Darin "Dee" Dean e Chivon Dean, zii del produttore discografico Swizz Beatz.
Opera come sussidiaria della Universal Music Group al di fuori degli Stati Uniti ed è distribuita dalla Fontana Distribution negli Stati Uniti.
L'etichetta è specializzata nel genere hip hop.

## Artisti
- DMX
- The LOX
- Jadakiss
- Styles P
- Sheek Louch
- Drag-On
- Eve
- Jin
- Swizz Beatz
- Cassidy

## Compilation
Dal 1999 la label pubblica compilation con il nome Ruff Ryders:
- Ryde or Die Vol. 1 (1999)
- Ryde or Die Vol. 2 (2000)
- Ryde or Die Vol. 3: In the "R" We Trust (2001)
- The Redemption Vol. 4 (2005)
- Ruff Ryders: Past, Present, Future (2011)